# Ranzania japonica
Ranzania es un género monotípico de plantas  perteneciente a la familia Berberidaceae. Su única especie es: Ranzania japonica (T. Itô) T. Itô, es originaria de  los bosques en las montañas de Honshu, Japón. 

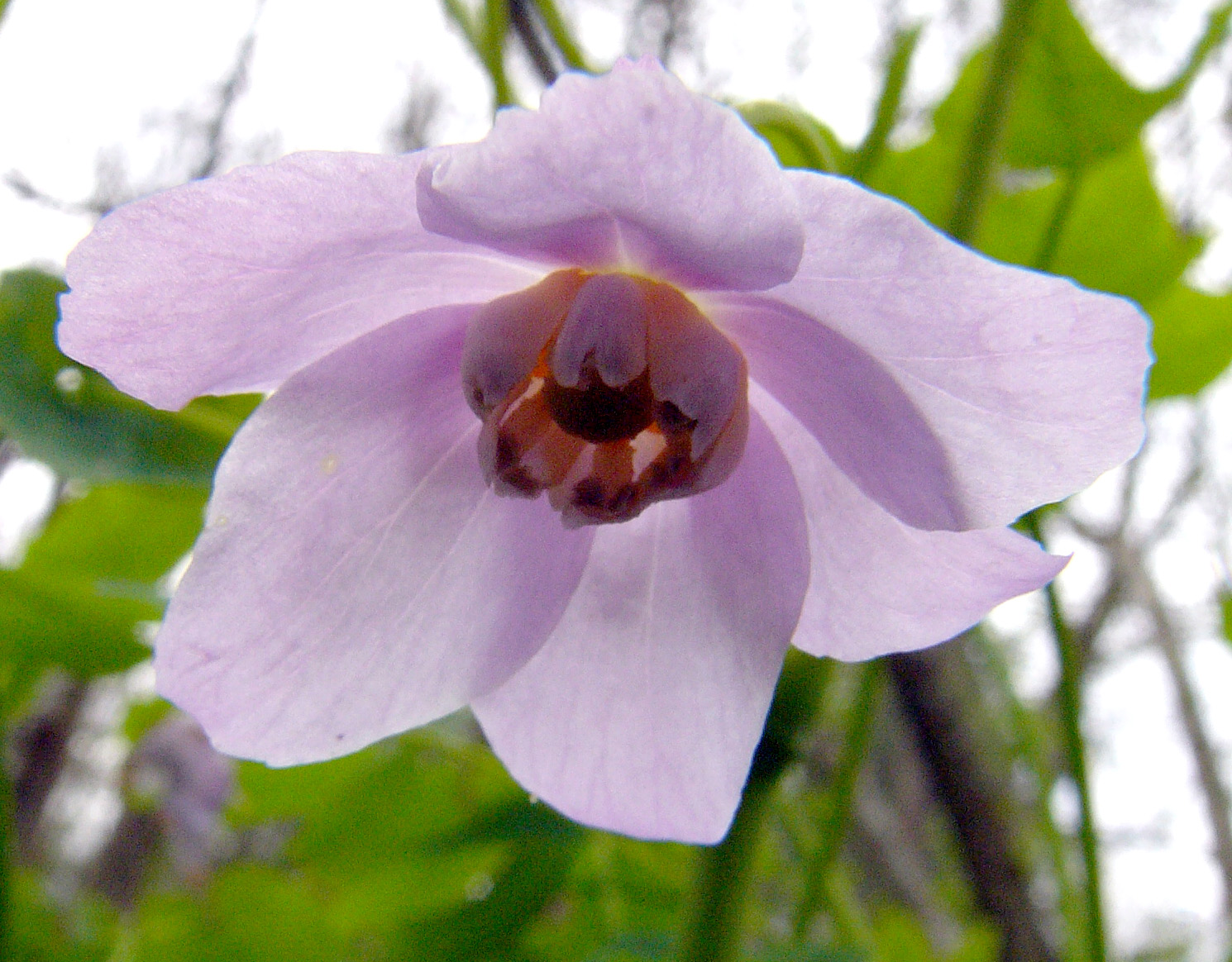
Detalle de la flor

## Descripción
Los tallos carnosos de Ranzania forma pequeñas colonias de un metro desde rizomas subterráneos. Cada vástago tiene dos hojas trifoliadas compuestas , y entre las hojas una sola flor o más comúnmente un pequeño grupo de flores laxas de color malva en forma de copas. Estos se convierten en un racimo vertical de bayas blancas. El número de cromosomas es de  n = 7.

## Taxonomía
Ranzania japonica fue descrita por (T.Itô ex Maxim.)T.Itô  y publicado en Journal of Botany, British and Foreign 26: 302. 1888.
Etimología
Ranzania: nombre genérico que fue nombrado en honor de Ono Ranzan, quien ha sido llamado "el Linneo  de los japoneses".
japonica: epíteto geográfico que alude a su localización en Japón.
Sinonimia
- Podophyllum japonicum T. Itô ex Maxim.